# Liste der denkmalgeschützten Objekte in Krakau (Steiermark)
Die Liste der denkmalgeschützten Objekte in Krakau enthält die 14 denkmalgeschützten, unbeweglichen Objekte der österreichischen Gemeinde Krakau im steirischen Bezirk Murau.

## Denkmäler
| Foto |                 | Denkmal                                                                                 | Standort                                                             | Beschreibung | Metadaten |
| ---- | --------------- | --------------------------------------------------------------------------------------- | -------------------------------------------------------------------- | --- | --- |
| ja   | Datei hochladen | Franzosenkreuz HERIS-ID: 93732 Objekt-ID: 108806                                        | Krakaudorf Standort KG: Krakaudorf                                   | | BDA-Hist.: Q37762874 Status: § 2a Stand der BDA-Liste: 2025-06-30 Name: Franzosenkreuz GstNr.: 977/2 Krakaudorf Franzosenkreuz                                                                    |
| ja   | Datei hochladen | Bildstock, Langmaier-Kreuz HERIS-ID: 93724 Objekt-ID: 108797                            | bei Krakaudorf 16 Standort KG: Krakaudorf                            | | BDA-Hist.: Q37762837 Status: § 2a Stand der BDA-Liste: 2025-06-30 Name: Bildstock, Langmaier-Kreuz GstNr.: 1006 Krakaudorf Bildstock Langmaier-Kreuz                                              |
| ja   | Datei hochladen | Pfarrhof HERIS-ID: 93707 Objekt-ID: 108777                                              | Krakaudorf 49 Standort KG: Krakaudorf                                | | BDA-Hist.: Q37762795 Status: § 2a Stand der BDA-Liste: 2025-06-30 Name: Pfarrhof GstNr.: .2 |
| ja   | Datei hochladen | Kath. Pfarrkirche hl. Oswald mit Friedhof HERIS-ID: 51595 Objekt-ID: 57280              | Krakaudorf 49 Standort KG: Krakaudorf                                | Urkundlich wurde 1234 eine Kirche genannt. Die Kirche wurde im 15. Jahrhundert erweitert. Die Holzkassettendecke wurde 1534 von Georg von Liechtenstein gestiftet. Von 1759 bis 1764 erfolgte ein Umbau des Chores durch den Maurer Franz Jager. Von 1766 bis 1777 wurde der Turm erhöht. 1937 und 1968 wurde die Kirche innen restauriert. | BDA-Hist.: Q38046240 Status: § 2a Stand der BDA-Liste: 2025-06-30 Name: Kath. Pfarrkirche hl. Oswald mit Friedhof GstNr.: .1/1 Krakaudorf Pfarrkirche hl. Oswald                                  |
| ja   | Datei hochladen | Rotes Kreuz HERIS-ID: 93730 Objekt-ID: 108804                                           | bei Krakaudorf 55 Standort KG: Krakaudorf                            | | BDA-Hist.: Q37762857 Status: § 2a Stand der BDA-Liste: 2025-06-30 Name: Rotes Kreuz GstNr.: 292/34 Krakaudorf Rotes Kreuz                                                                         |
| ja   | Datei hochladen | Kalvarienberg und Kalvarienbergkapelle HERIS-ID: 51594 Objekt-ID: 57279                 | bei Krakaudorf 63 Standort KG: Krakaudorf                            | | BDA-Hist.: Q38046228 Status: § 2a Stand der BDA-Liste: 2025-06-30 Name: Kalvarienberg und Kalvarienbergkapelle GstNr.: .191, 292/7 Krakaudorf Kalvarienberg und Kalvarienbergkapelle              |
| ja   | Datei hochladen | Köppl-Keusche, Kulturzentrum HERIS-ID: 93737 Objekt-ID: 108811                          | bei Krakaudorf 52 Standort KG: Krakaudorf                            | | BDA-Hist.: Q37762900 Status: § 2a Stand der BDA-Liste: 2025-06-30 Name: Köppl-Keusche, Kulturzentrum GstNr.: 61 Krakaudorf Koeppl-Keusche                                                         |
| ja   | Datei hochladen | Kath. Filialkirche hl. Ulrich am Hollerberg HERIS-ID: 94551 Objekt-ID: 109709           | Krakauhintermühlen 19, in der Nähe Standort KG: Krakauhintermühlen   | Die Filialkirche hl. Ulrich am Hollerberg ist ein einfacher gotischer Rechteckbau mit Dachreiter, der im Jahr 1478 geweiht wurde. Besondere Merkmale sind die bemalten Holzdecken von Chor und Schiff sowie der spätgotische Flügelaltar.                                                                                                   | BDA-Hist.: Q26726269 Status: § 2a Stand der BDA-Liste: 2025-06-30 Name: Kath. Filialkirche hl. Ulrich am Hollerberg GstNr.: .12 Krakauhintermuehlen Filialkirche Hollerberg                       |
| ja   | Datei hochladen | Bauernhaus vulgo Ebenmottl HERIS-ID: 59715 Objekt-ID: 71255                             | Krakauhintermühlen 30 Standort KG: Krakauhintermühlen                | | BDA-Hist.: Q38088441 Status: Bescheid Stand der BDA-Liste: 2025-06-30 Name: Bauernhaus vulgo Ebenmottl GstNr.: .59 Krakauhintermuehlen Bauernhaus Ebenmottel                                      |
| ja   | Datei hochladen | Kath. Pfarrkirche hl. Ulrich mit Pfarrhof und Friedhof HERIS-ID: 51596 Objekt-ID: 57281 | Krakauhintermühlen 34a Standort KG: Krakauhintermühlen               | Die Kirche wurde von 1790 bis 1793 durch den Maurermeister Lorenz Ferner erbaut. Die Kirche wurde 1975 innen restauriert. Der Hochaltar wohl auf die Fassung bezogen mit 1750 datiert trägt Statuen von Balthasar Prandtstätter um 1740. Die Orgel in barocker Tradition baute 1867 Ludwig Mooser. Eine Glocke ist aus dem 15. Jahrhundert. | BDA-Hist.: Q38046250 Status: § 2a Stand der BDA-Liste: 2025-06-30 Name: Kath. Pfarrkirche hl. Ulrich mit Pfarrhof und Friedhof GstNr.: .1/1, .1/2, 493 Krakauhintermuehlen Pfarrkirche hl. Ulrich |
| ja   | Datei hochladen | Kriegerdenkmal HERIS-ID: 94149 Objekt-ID: 109282                                        | bei Krakauhintermühlen 34 Standort KG: Krakauhintermühlen            | | BDA-Hist.: Q37763608 Status: § 2a Stand der BDA-Liste: 2025-06-30 Name: Kriegerdenkmal GstNr.: 494 Krakauhintermuehlen Kriegerdenkmal                                                             |
| ja   | Datei hochladen | Einhof Joglbauer HERIS-ID: 94538 Objekt-ID: 109696seit 2013                             | bei Krakauhintermühlen 45 Standort KG: Krakauhintermühlen            | | BDA-Hist.: Q37764607 Status: Bescheid Stand der BDA-Liste: 2025-06-30 Name: Einhof Joglbauer GstNr.: .87 Einhof Joglbauer                                                                         |
| ja   | Datei hochladen | Wohnhaus, ehem. Zollstation HERIS-ID: 37254 Objekt-ID: 36344                            | Krakauhintermühlen 62 Standort KG: Krakauhintermühlen                | Das ehemalige Zollgrenzhaus, vulgo Tokner, wurde 1736 erbaut. Das Doppeladlerwappen auf der Vorderseite ist mit C. VI (Karl VI.) bezeichnet. Gegenüber die Hofkapelle. | BDA-Hist.: Q37974682 Status: Bescheid Stand der BDA-Liste: 2025-06-30 Name: Wohnhaus, ehem. Zollstation GstNr.: .92/1 Krakauhintermuehlen Wohnhaus                                                |
| ja   | Datei hochladen | Hofkapelle HERIS-ID: 94139 Objekt-ID: 109272                                            | bei Krakauhintermühlen 62 (Wohnhaus) Standort KG: Krakauhintermühlen | Zum Zollhaus gehörende barocke Kapelle. | BDA-Hist.: Q37763586 Status: § 2a Stand der BDA-Liste: 2025-06-30 Name: Hofkapelle GstNr.: 934 Krakauhintermuehlen Hofkapelle                                                                     |